# Roth Nándor
Roth Nándor (Arad, 1849. szeptember 29. – Arad, 1900. április 25.) magyar királyi járásbíró. 

## Életútja
Tanulmányait szülőhelyén, Aradon, Budapesten és Nagyváradon (1867 és 1870 között a jogakadémián) végezte. Miután az ügyvédi szigorlatot letette, Arad városa alügyészévé, majd pedig 1878-ben Temesvár szabad királyi város főügyészévé választották meg. Később a bírói pályára lépett és mint máriaradnai magyar királyi járásbiró halt meg 51 éves korában. Római katolikus szertartás szerint temették el 1900. április 27-én.
Cikkei az aradi Alföldben (1869. A halottak védelme, Wehl Fedor után, 1879. Temesvári levelek, Redivius névvel, 1880. A temesvári színház égése, 1882. Temesvár szab. kir. város történetéből); a Nemzetben (1883. 308. sz. A sajtótörvényről és hirlapviszonyainkról, egyéni nézet a vidékről); mint zeneművelő az Alföld és a temesvári Délmagyarországi Lapok sok zenészeti, esztétikai és társadalmi cikket hoztak tőle. Lefordította a Novara hajónak világkörüli utazását, melyből a hazai lapok mutatványokat hoztak.

## Műve
- Magyarország rendes közigazgatósági biróságairól. Zenta, 1886.